# أليوت هوفي
أليوت هوفي (بالإنجليزية: Elliot Hovey)‏ هو مجدف أمريكي، ولد في 17 فبراير 1983 في بوسطن في الولايات المتحدة.

## وصلات خارجية
- أليوت هوفي على موقع الاتحاد الدولي للتجديف (الإنجليزية)
- أليوت هوفي على موقع اللجنة الأولمبية الدولية (الإنجليزية)
- أليوت هوفي على موقع أوليمبيديا (الإنجليزية)